# Irakasandra, Koratagere
Irakasandra là một làng thuộc tehsil Koratagere, huyện Tumkur, bang Karnataka, Ấn Độ.